# والدگ، اتریش
والدگ   (به آلمانی: Waldegg) یک منطقهٔ مسکونی در اتریش است که در ناحیه وینر نوی‌اشتات-لاند واقع شده‌است. والدگ   ۳۵٫۶۹ کیلومتر مربع مساحت دارد ۴۰۲ متر بالاتر از سطح دریا واقع شده‌است.